# ナイト・イン・ゲイルズ
ナイト・イン・ゲイルズ (Night in Gales)は、ドイツのメロディックデスメタル/デスラッシュバンド。

## 略歴
1995年に、クリスチャン・ミューラー (Vo)、イェンス・バステン (G)、フランク・バステン (G)、トビアス・ブルヒマン (B)、クリスチャン・バス (Ds)の5名で結成。イェンスとフランクは兄弟である。翌1996年にデモEP『Sylphlike』、デモシングル『Razor』をリリース。2枚のデモによってニュークリア・ブラストと契約。契約と同時期にクリスチャン・ミューラーが脱退し、ビヨルン・グーセス (Vo)が加入。1997年に1stアルバム『Towards the Twilight』をリリースしデビューする。リリース後は、イン・フレイムスやデフレッシュドらとのパッケージツアーを行ったり、クレイドル・オブ・フィルス、デス、クリーター、ディム・ボルギル、カンニバル・コープスのドイツでのライヴの前座を務めた。更に、ニュークリア・ブラストの主催する『Nuclear Blast Festival』では、オープニングアクトを務めた。1998年には、2ndアルバム『Thunderbeast』をリリース。同アルバムは、日本でアヴァロン・レーベルから日本盤がリリースされ、日本デビュー盤となった。リリース後には、イン・フレイムスやディスメンバーとヨーロッパツアーを敢行したり、ヒポクリシーやデス、クレイドル・オブ・フィルスらとミニツアーを行った。また、ヴァッケン・オープン・エアなどにも出演した。
2000年に3rdアルバム『Nailwork』をリリース。リリース後の2000年末、ニュークリア・ブラストとの契約が終了しマサカー・レコードと契約。2001年に4thアルバム『Necrodynamic』をリリース。2002年にクリスチャン・バスが脱退する。しかし後任探しは難航し、2003年4月にようやくアドリアーノ・リッチ (Ds)が加入。マサカー・レコードとの契約は1枚のアルバム限りだったようで、2004年にデモ『Promo2004』をリリース。2005年には、デモEP『Ten Years Of Tragedy』をリリース。その後、目立った活動は行われず、2008年にデモ『Promo MMVIII』をリリースし、ライフフォース・レコードと契約。2011年に5thアルバム『Five Scars』を10年ぶりにリリースした。2012年10月、ボーカリストのビヨルン・グーセスが脱退。
その後、長らく後任が決まらなかったが、2016年1月に初期ボーカリストのクリスチャン・ミューラーが再加入することが発表された。
2018年、7年ぶりとなる6thアルバム『The Last Sunsets』をリリース。アポスタシー・レコードに移籍し、2020年に7thアルバム『Dawnlight Garden』をリリースした。

## メンバー

### 現メンバー
- クリスチャン・ミューラー (Christian Müller) - ボーカル (1995-1996、2016 - )
1996年に脱退した後、3rdアルバム『Nailwork』と5thアルバム『Five Scars』にセッションボーカルとして参加した。
イン・ブラッケスト・ヴェルヴェットなどでも活動。
- イェンス・バステン (Jens Basten) - ギター (1995-)
グローリーフル、デッドソイルなどでも活動。他バンドでは、ドラマーを務めたこともある。
- フランク・バステン (Frank Basten) - ギター (1995-)
イェンスの兄。
- トビアス・ブルヒマン (Tobias Bruchmann) - ベース (1995-)
イン・ブラッケスト・ヴェルヴェットなどでも活動。
- アドリアーノ・リッチ (Adriano Ricci) - ドラムス (2003-)
グラインド・インク、ブラッド・レッド・エンジェル、コロネイションなどでも活動。

### 元メンバー
- ビヨルン・グーセス (Björn Gooßes) -  ボーカル (1996-2012)
インフリクション、ザ・ヴェリー・エンド、ハーコンなどでも活動。
ミュージシャン以外にグラフィックデザイナーとしても活動しており、在籍時はアルバムのカバーアート等も担当していた。キラストレーションズ (Killustrations)名義を使うこともある。カーナル・フォージやデュー・センテッド、ディス・エンディング、ノーサー、フェイスブレイカー、グロリア・モルティ、ザ・クラウン、ザイクロン等の作品にデザイナーとして携わっている。
- クリスチャン・バス (Christian Baß) - ドラムス (1995-2002)
ヘヴン・シャル・バーン、デッドソイル等でも活動。

## ディスコグラフィー

### アルバム
- 1997年 Towards the Twilight
- 1998年 サンダービースト Thunderbeast
- 2000年 ネイルワーク Nailwork
- 2001年 Necrodynamic
- 2011年 Five Scars
- 2018年 The Last Sunsets
- 2020年 Dawnlight Garden

### デモ・シングル・EP
- 1996年 Sylphlike (EP)
- 1996年 Razor (Single)
- 2004年 Promo 2004 (Demo)
- 2005年 Ten Years Of Tragedy (EP)
- 2008年 Promo MMVIII (Demo)